# Екпенды (Туркестанская область)
Екпенды (каз. Екпінді, до 199? г. — Акшыганак) — село в Байдибекском районе Туркестанской области Казахстана. Входит в состав Бугунского сельского округа. Находится на реке Бугунь. Код КАТО — 513649300.

## Население
В 1999 году население села составляло 1150 человек (609 мужчин и 541 женщина). По данным переписи 2009 года, в селе проживало 1250 человек (653 мужчины и 597 женщин).